# Eksistensteologi
Eksistensteologi - også kaldt eksistentiel teologi - er en retning inden for teologi. Eksistensteologien lægger vægt på det enkelte menneskes personlige eksistens i forholdet til Gud. Retningen vandt frem i tiden efter 1. verdenskrig og spillet en vigtig rolle i teologien siden da.

## Søren Kierkegaard
Eksistensteologien har rod hos den danske teolog og filosof Søren Kierkegaard (1813-1855) og hans eksistenstænkning. Kierkegaard tog udgangspunkt i det enkelte menneskes eksistens. Om den menneskelige eksistens gælder det, at den ikke på forhånd ligger fast. Den er kendetegnet ved at være uafsluttet. Den bliver til gennem det personlige valg og den personlige handling.
Kierkegaard kritiserede den tyske filosof Hegel (1770-1831) for at ville bygge et stort filosofisk system, der skulle forklare alt og skulle udtrykke en objektiv sandhed. Men en objektiv sandhed findes ikke for det eksisterende menneske, sagde Kierkegaard. Menneskets sandhed ligger i subjektiviteten - i lidenskaben, i inderligheden, i tilegnelsen. Kierkegaards tænkning er subjekt-rettet (individ-rettet) - ikke objekt-rettet. I en dagbogsoptegnelse skriver han:
Hvad nyttede det mig at kunne udvikle kristendommens betydning, at kunne forklare mange enkelte fænomener, når den for mig selv og mit liv ikke havde nogen dybere betydning?"  
Kristendommens sandhed kan man ikke vide noget om - kun tro på, siger Kierkegaard. Og tro er noget subjektivt. Den har "inderlighedens uendelige lidenskab". I troen bliver den virkelighed, som kristendommen forkynder (Guds åbenbaring i Jesus), til en personligt bestemmende virkelighed "for mig".

## Rudolf Bultmann
Eksistensteologien vandt frem i tiden efter 1. verdenskrig. Den var repræsenteret ved teologer som Rudolf Bultmann (1884–1976), Karl Barth (1886-1968), Friedrich Gogarten (1887–1967) og Paul Tillich (1886-1965). Den førende repræsentant var Rudolf Bultmann.
Bultmann fortsatte traditionen fra Kierkegaard med at tage udgangspunkt i det enkelte menneskes eksistens. For Bultmann gav det ikke mening at tale objektivt om Gud, dvs. Gud som en størrelse uden for en selv. Man kan aldrig se Gud udefra. Man kan ikke forholde sig neutralt til Gud. Kun når man tror på Gud, som man møder i den kristne forkyndelse, er Gud en levende virkelighed i ens liv.
Men Gud kan kun blive en levende virkelighed i ens liv, hvis forkyndelsen har at gøre med menneskets liv - hvis forkyndelsen leverer svar på spørgsmål om de menneskelige grundvilkår. Disse grundvilkår, for eksempel frihed og angst, kalder Bultmann eksistentialer. 
Det er imidlertid et problem, at kristendommens forkyndelse er indvævet i et forældet mytologisk sprog. Bibelen indeholder myter, for eksempel syndefaldet, jomfrufødslen, opstandelsen og himmelfarten. Den indeholder et verdensbillede, der deler verden op i tre etager: himmel, jord og helvede. Et sådant verdensbillede kan det moderne, naturvidenskabeligt tænkende menneske ikke godtage, siger Bultmann. Der skal derfor ske en afmytologisering.
Med udtrykket "afmytologisering" (ty. "Entmythologisierung") mener Bultmann ikke, at myterne skal fjernes fra forkyndelsen. Men de skal fortolkes. Mere præcist skal der ske en fortolkning, der ser myterne som udsagn om de menneskelige grundvilkår (eksistentialerne). Denne fortolkning kalder han derfor den eksistentiale interpretation.
Ved hjælp af den eksistentiale interpretation forsøger han at finde frem til, hvad der siges om menneskets grundvilkår i Bibelens myter. Hvad forkyndes der egentlig i de mytologiske beretninger om syndefaldet og om Guds søn, der kom til jorden og blev menneske? Hvad forkyndes der i beretningerne om Guds søns død på korset for vores skyld og hans opstandelse fra de døde? Hvad forkyndes der, når det berettes, at han fór til himmelen og snart vil komme igen på himmelens skyer som verdensdommeren (1. Thessalonikerbrev, 4,16-17)?
Bultmanns svar er: Disse myter fortæller os, at vi ikke lever, som vi burde. Vi er optaget af at klare os selv. Vi vil have styr på alting. Vi vil sikre os. Men det kan vi ikke. Tilværelsen er usikker, og vores sikkerhed er altid truet. Vi kan ikke frelse os selv. Derfor er vi afhængige af en hinsidig magt: Gud. Gennem myterne forkyndes det, at Gud taler til mennesket gennem Jesus, og at Gud gennem Jesus viser sin kærlighed til mennesket, således at det kan overvinde sin angst.
Det er vigtigt at skelne mellem "eksistential" og "eksistentiel". "Eksistential" vedrører den menneskelige eksistens grundvilkår, mens "eksistentiel" vedrører den enkeltes menneskes personlige valg i denne eksistens med disse grundvilkår.

## Danmark
I Danmark har Johannes Sløk, P.G. Lindhardt og Kristoffer Olesen Larsen været vigtige repræsentanter for eksistensteologien.
Eksistensteologien har været en vigtig inspiration for folkekirkelige retning Tidehverv.
Preben Kok og Helle Møller Jensen har i bogen Troens perspektiv omsat Søren Kierkegaards eksistensteologiske tanker til praktisk sjælesorg.